# Dekade zur Reduzierung von Naturkatastrophen
Die Dekade zur Reduzierung von Naturkatastrophen (engl. International Decade for Natural Disaster Reduction, IDNDR) wurde angesichts verheerender Naturkatastrophen in den 1970er und 1980er Jahren von den Vereinten Nationen für das Jahrzehnt von 1990 bis 1999 erklärt. Das Programm wurde anschließend unter der Bezeichnung Internationale Strategie zur Reduzierung von Katastrophen (ISDR) weitergeführt.

## Dekade zur Reduzierung von Naturkatastrophen (IDNDR)
Mit dem Ziel die sozialen, ökologischen und ökonomischen Schäden und Folgen von extremen Naturereignissen zu vermindern, rief die internationale Staatengemeinschaft ihre Mitgliedsländer zu verstärkter Auseinandersetzung mit und Implementierung von Maßnahmen zur Katastrophenvorsorge auf. Besondere Berücksichtigung sollten dabei vor allem Entwicklungsländer finden, die aufgrund verschiedener (vor allem sozio- ökonomischer) Faktoren besonders anfällig für Naturkatastrophen sind. Auf ihrer 44. Plenarsitzung erklärte die Vollversammlung der Vereinten Nationen am 22. Dezember 1989 in der Resolution 44/236 das kommende Jahrzehnt zur „Internationalen Dekade zur Reduzierung von Naturkatastrophen“.
Die Dekade war zunächst stark wissenschaftlich- technisch ausgerichtet und zielte darauf ab vorhandene Technologien überall, auch dort, wo sie bisher noch keine Anwendung gefunden hatten, einzusetzen. Als Zielvorgaben wurden dazu folgende Maßnahmen, von allen Ländern umzusetzen, formuliert:
1. alle im Lande auftretenden Gefährdungen durch natürliche Extremereignisse sollten identifiziert und in Karten dargestellt werden,
2. landesweit sollten Pläne zur Katastrophenvorbeugung und zum Katastrophenschutz angefertigt werden,
3. alle Länder sollten Zugang zu globalen, regionalen, nationalen und lokalen Frühwarnsystemen haben.

Diese wissenschaftlich-technische Herangehensweise ließ allerdings soziale Aspekte der Katastrophenvorsorge weitestgehend außer Acht.
Kritik wurde laut, dass technische Lösungen zum Schutz von Gesellschaften alleine nicht ausreichen würden; vielmehr müssten soziale Faktoren, die die Verwundbarkeit einer Gesellschaft bestimmen, stärker in Lösungsansätze integriert werden. Potentiell betroffene Menschen sollten stärker über Risiken aufgeklärt werden um diese in die Gestaltung ihrer Lebensräume einzubeziehen, und lokale Selbsthilfestrukturen gestärkt werden.
Mit der Konferenz zur Reduzierung von Naturkatastrophen in Yokohama, 1994, wurden diese sozio- ökonomischen Aspekte der Katastrophenvorsorge erstmals auf die Agenda gesetzt. Katastrophenvorsorge wurde von nun an als Bestandteil nachhaltiger Entwicklung anerkannt und die ursprünglichen IDNDR-Ziele um diesen Aspekt erweitert.
Während der Dekade war das in Genf bei den Vereinten Nationen angesiedelte IDNDR-Sekretariat, Zentrum aller Aktivitäten; die Mitgliedstaaten waren überdies aufgerufen ihrer nationalen Verantwortung durch die Einrichtung von nationalen Komitees gerecht zu werden. Deutschland folgte diesem Aufruf bereits 1990 durch die Einrichtung eines Deutschen IDNDR-Komitees, aus dem später das Deutsche Komitee Katastrophenvorsorge e.V. hervorging.

## Internationale Strategie zur Reduzierung von Katastrophen (ISDR)
Mit dem Ende der Dekade wurde diese durch die Internationale Strategie zur Reduzierung von Katastrophen (ISDR) abgelöst. Ziel war es die, während der Dekade, gesammelten Erfahrungen und initiierten Projekte und Kooperationen weiterzuverfolgen, sowie die Berücksichtigung von Katastrophenvorsorgemaßnahmen auch in Zukunft zu sichern. Konkret sind die vier folgenden die Leitlinien für die ISDR:
1. Erzielung von politischen Verpflichtungen der Verantwortlichen
2. Sensibilisierung und Beteiligung der Öffentlichkeit
3. Förderung des Wissens und Verständnisses über die Ursachen von Katastrophen
4. Förderung von interdisziplinärer und intersektoraler Partnerschaften

In Genf wurde das ISDR-Sekretariat (IDNDR-Nachfolgesekretariat) eingerichtet, welches durch die Inter Agency Task Force zur Implementation der Strategie ergänzt wurde. Dieses steht unter der Leitung des UN-Sondergesandten zur Reduzierung von Katastrophen.